# Modus vivendi
Modus vivendi (latin: måde at leve på) betegner en (fredelig) tilstand af kompromis opnået mellem flere parter, der er uenige om et givent spørgsmål, men som i deres indbyrdes relationer opretholder en pragmatisk status quo, der tillader livet at gå videre. Begrebet anvendes bl.a. i John N. Grays politiske filosofi.
Inden for diplomatiet betegner modus vivendi en aftale, der har midlertidig eller provisorisk karakter, og som forventes afløst af mere forpligtende midler, som f.eks. en traktat. Våbenstilstand og overgivelse er således udslag af modus vivendi.